# The Trust
The Trust es una película de acción estadounidense de 2016 dirigida por Alex Brewer y Ben Brewer y escrita por Ben Brewer y Adam Hirsch. Protagonizada por Nicolas Cage, Elijah Wood, Sky Ferreira, Jerry Lewis, Kevin Weisman y Steven Williams, la cinta fue estrenada por DirecTV el 14 de abril de 2016. The Trust marca la última aparición en el cine del actor Jerry Lewis, fallecido en 2017.

## Sinopsis
El sargento David Waters y su amigo y jefe Jim Stone trabajan en una unidad del Departamento de Policía de Las Vegas. Jim se encuentra por causalidad con un misterioso caso: un traficante de drogas de poca monta empieza a ganar increíbles cantidades de dinero de la noche a la mañana. Casi sin quererlo, ambos policías terminan envueltos en un caso de violencia y corrupción.

## Reparto
- Nicolas Cage[1] es Jim Stone.
- Elijah Wood[2] es David Waters.
- Sky Ferreira[3] es la mujer.
- Jerry Lewis[4] es el padre de Jim.
- Ethan Suplee es el detective.
- Kenna James es la capitán Harris.
- Kevin Weisman es Roy.
- Steven Williams es Cliff.

## Recepción
The Trust ha recibido reseñas mixtas. En Rotten Tomatoes cuenta con un índice aprobatorio del 63%, basado en 43 reseñas con un índice de audiencia promedio de 5.6 sobre 10. En Metacritic tiene una puntuación de 58 sobre 100, basado en 12 reseñas.